# ブラシカビ
ブラシカビ属 (Coemansia) は、キックセラ亜門キックセラ目に所属するカビの群である。かつては接合菌綱に所属させた。胞子形成部がブラシのような形をしている。

## 概要
ブラシカビは、ほとんどのメンバーがきわめて希少種であるキックセラ目の菌類の中ではもっともよく発見されるもので、種数も多い。一部の種は、広範囲で比較的頻繁に観察されている。
よく発達した菌糸体を形成するが、成長は速くない。その特徴はまっすぐ、あるいは斜めに立ち上がる柄の周囲に短い柄の先にこの群に特異な胞子形成枝であるスポロクラディアをつける事、そして胞子をその下面、あるいは外側向きに付ける点にある。
腐生菌であり、土壌や糞から発見されるが、特殊な動物性の基質との生態的な関係を持っている可能性が示唆されている。

## 特徴

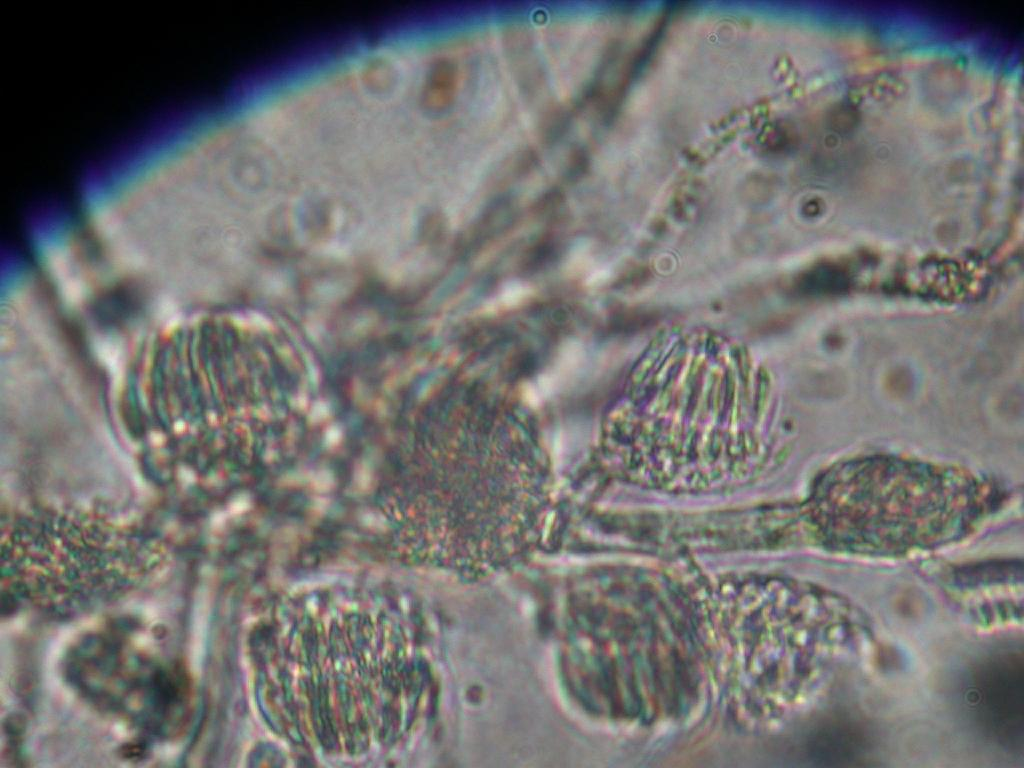
胞子形成部の拡大

この属のものは、形態的には互いによく似ている。日本で比較的よく発見されている C. aciculifera についての記載を元に、特徴をまとめる。
菌糸をよく伸ばし、発達した菌糸体を形成する。菌糸は比較的均一な太さで、また成長の初期より規則的に隔壁を持つ。この隔壁の中央には、その両側をつなぐ孔とそれをふさぐプラグのような構造がある。菌糸は基質中を伸び、気中菌糸をよく出す。ただし、成長は遅く、この種では径10mmに達するのに15日を要する。コロニーは淡い色のものが多く、この種では黄色みを帯びる。
コロニーの表面から、まばらに胞子嚢柄を出す。この種では柄の高さは0.5cm、直径は10μm程度。柄は分枝しないか、まばらに分枝し、胞子形成部は先端の方にある。
無性生殖は、立ち上がった茎の上に独特の側枝を生じ、そこに形成される分生子様の胞子による。有性生殖は、菌糸の接合による接合胞子嚢の形成による。

### 無性生殖
無性生殖は、分生子様の胞子によるが、これは単胞子性の分節胞子嚢であると考えられている。この胞子は独特の構造からなる短い側枝に生じ、この側枝を特にスポロクラディアという。スポロクラディアの構造とその配置はこの属を含む群において、分類上の重要な特徴となる。この属の場合、胞子嚢柄のある程度上部に交互、あるいは螺旋状に並び、先端においては原理的にはそれが無限に形成されつつ伸長する、という構造を持つ。主軸はまっすぐであったり、ある程度曲がったり、螺旋を描くものもある。C. aciculifera の場合、スポロクラディアの出る箇所で曲がって、全体では多少ジグザグな形になる。
スポロクラディアは、主軸から斜め上に出た短い柄の上にある。柄は単細胞、時に二細胞で、形は単純、その先にスポロクラディアの本体がある。その部分は、数個の短い細胞が並んだ筒状の構造で、その先端は幅狭く尖る。その筒状の部分の主軸と反対側、あるいは下向きの側面に、短い紡錘形の細胞が二列程度に並ぶ。この紡錘状の細胞の先端から、出芽するようにして生じるのが無性胞子である。無性胞子は、細長い棒状かそれに近い形をしているのが普通なので、スポロクラディア全体を見ると、柄のついたブラシのように見えるというのが和名の由来である。実際には胞子はそこに出来る水滴の中に放出される(wet spore)ので、生きている状態で観察すると、どちらかといえばスポロクラディア側面に胞子のボールがついているように見える。
なお、スポロクラディアに並ぶ紡錘状の細胞は、アオカビなどに見られる分生子形成細胞であるフィアライドに似るため、偽フィアライドと呼ばれる事がある。
また、この種に固有の特徴として、スポロクラディアから再び柄を伸ばしその先端にスポロクラディアを生じる事がある。

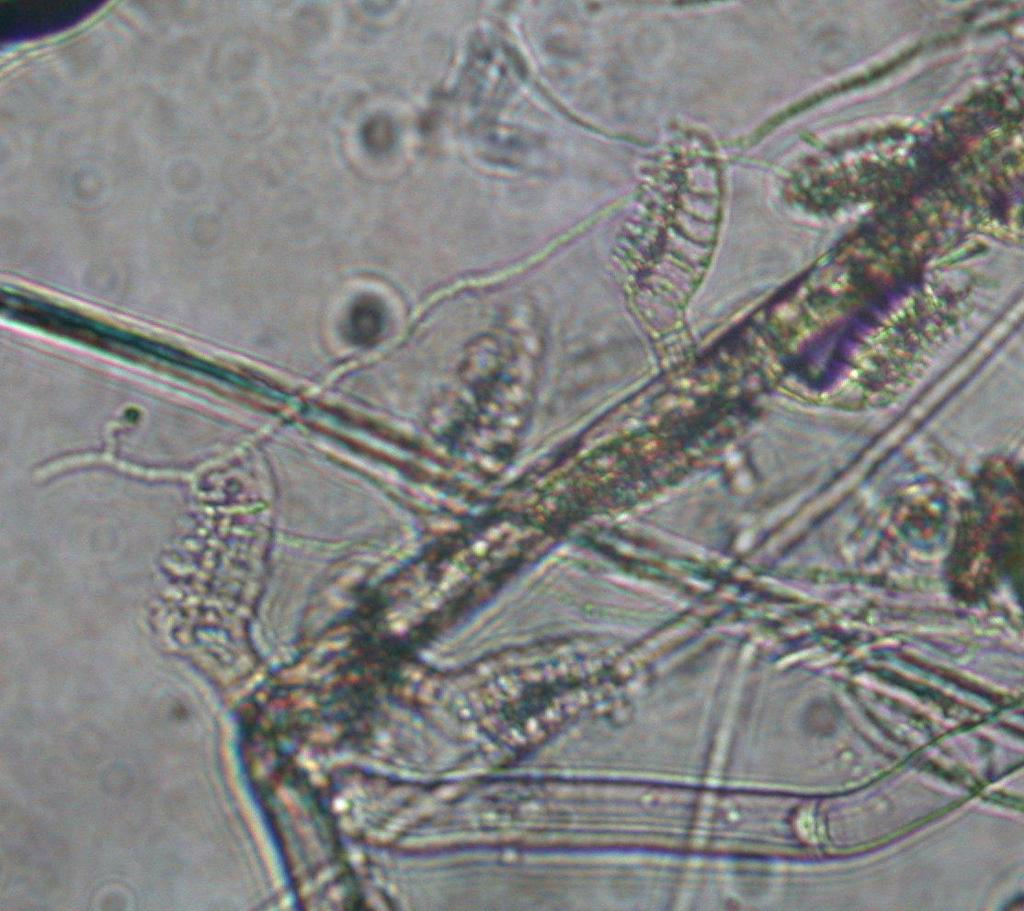
胞子の落ちたスポロクラディア
偽フィアライドが見える

### 有性生殖
基質中の菌糸の融合によって、接合胞子嚢が形成される。特に区別できるような配偶子嚢は形成されず、一見では普通の菌糸の間の接合が行われ、その後にその部分、あるいはその側面に球状の脹らみを生じる形で接合胞子嚢となる。その表面はなめらかで、壁は厚くならない。

## 生育環境
土壌、及び動物の糞から発見される事が多い。土壌中の特殊な成分、あるいは基質との結びつきがある可能性がある。たとえば栗原はこの類を分離するに当たり、通常の土壌菌分離に使われる土壌平板法の他に、サクラエビを餌とする釣り餌法や、土壌試料に酵母エキスなどを加えて前培養する方法を用い、たとえば C. spiralis については、特にサクラエビによる釣り餌法でよく出現した事を報告している。
糞についてはネズミ類のそれがこの類にとって重要だとされる (Benjamin, 1958) が、栗原はこのほかにコウモリの糞からも分離している。ただし、土壌から出現するより、頻度は低いと見ている。

## 人間との関係
ない。

## 研究史
この属はファンティガンらが1873年に記載したC. reversaに基づいている。この時期の直前にキックセラやMartemsellaというごく近縁な属が発見されており、これらを含めてその分類上の位置などが論じられた。この類は、その性質がケカビ類を思わせる事、しかし菌糸に規則的な隔壁を持つこと、胞子やその形成過程が分生子に似るなど、不完全菌を思わせる面がある事から、その位置づけには多くの議論があった。当時、閉子嚢核を形成する子嚢菌類の無性生殖型との見方も存在し、一時はこのために学名に混乱が生じた事もあった。
その後、1906年までに、この属のものが3種記載された。この間、Thaxterはこの属の培養株を収集しており、彼の死後、その資料を研究したLinderが新たに9種の新種を記載すると共に既存の関連属を含む種について詳細な記載を発表した (Linder, 1943)。これが長らくこの属のモノグラフとして重視された。彼はC. aciculifera の接合胞子を報告した。もっとも彼はThaxterが接合胞子を確認していた事を示唆している。彼はさらに無性生殖器官の構造を論じ、これと関連する属、及びハリサシカビやハリサシカビモドキと関連づけ、この類を独立のキックセラ科と認め、接合菌類であって不完全菌ではないと判断している。これらの判断は、分子系統の研究が進むまでは多くの研究者に踏襲された。
その後、R. K. ベンジャミンが分節胞子嚢形成性の接合菌について多くの努力を傾け、この属についてもその胞子形成などについて詳しく報告している。
日本では宇田川・椿 (1978) には1種のみが記録されている。その後、栗原祐子がこの属を含む群について研究し、さらに種を追加した。なお、皇居でのこの類の分布調査も行われており、この属の2種が報告されている。

## 分類
近縁の属としては、よく似た構造のスポロクラディアを持つ属が幾つかあるが、多くは胞子嚢柄の上のスポロクラディアの配置が大きく異なる。もっとも似ているのは Martensella であるが、スポロクラディア上の胞子が主軸側、上面側に配置する点で異なる。また、それほど大きくならない。なお、この属はこの科では数少ない寄生性で、キノコの上に生じる。
現在この属には20種足らずが知られ、日本では以下の種が比較的普通に見られる。
- C. aciculifera：胞子形成部の軸は少しジグザグになる。またスポロクラディアから二次のスポロクラディアを出す事がある。
- C. erecta ：胞子形成部はほぼまっすぐで、スポロクラディアの柄が短い。
- C. spiralis：胞子形成部の軸が螺旋状に曲がる。

いずれも森林土壌から広く発見される。C. erecta は、より温暖な地域に多い。